# Forn de calç de la Riera
El Forn de calç de la Riera és una obra de Santa Maria d'Oló (Moianès) inclosa a l'Inventari del Patrimoni Arquitectònic de Catalunya.

## Descripció
El forn es troba allunyat de la casa de la Riera, prop del camí que porta al mas. La planta és circular, d'uns 5 m de diàmetre, per 7 m de profunditat. L'accés és al costat del camí i el recinte del forn està excavat en un marge que dona en aquest camí. És construït en pedra de petites dimensions però força regular i ben tallada.
L'entrada s'aconsegueix mitjançant un cos avançat construït en pedra de forma rectangular on hi ha un petit passadís d'un metre d'amplada aproximadament, construït en maó i de 3 m de profunditat que condueix a l'interior del forn.

## Història
El forn es va construir dins la propietat del mas de la Riera. La seva utilització com a forn data de finals de segle passat i es va utilitzar fins poc després de la darrera guerra civil.
Sembla un petit pou de glaç reaprofitat, ja que les mides interiors són desproporcionades segons les habituals d'un forn de calç. Aquesta suposició queda avalada per les diferències de textures de la paret frontal (segle XIX) i de la de l'interior (XVIII).